# Luis Montes
Luis Montes (* 15. Mai 1986 in Ciudad Juárez, Chihuahua) ist ein mexikanischer Fußballspieler, der vorwiegend im Mittelfeld agiert.

## Leben
Montes begann seine Profikarriere in der Saison 2005/06 bei seinem in der zweiten Liga spielenden Heimatverein Indios de Ciudad Juárez und wurde bereits für die kommende Saison vom Erstligisten CF Pachuca verpflichtet. In der Anfangszeit wurde er auch bei dessen in der dritten Liga angesiedelten Farmteam Pachuca Júnior eingesetzt, schaffte aber schon früh den Sprung in die erste Mannschaft, mit der er in der Clausura 2007 die mexikanische Fußballmeisterschaft gewann. Bis zum Sommer 2011 absolvierte er insgesamt 86 Erstliga-Einsätze für die Tuzos, bevor er zum Zweitligisten León wechselte. Am Ende seiner ersten Saison mit den Panzas Verdes gewann er mit León die Zweitligameisterschaft und schaffte nach zehnjähriger Abstinenz die lang ersehnte Rückkehr des Traditionsvereins ins Fußballoberhaus.
León schaffte nicht nur den Klassenerhalt, sondern erreichte in seiner ersten Halbsaison 2012/13 sogar die Halbfinalspiele um die mexikanische Fußballmeisterschaft, deren doppelter Gewinn in der darauffolgenden Spielzeit folgte. Auf dem Weg zum ersten Titelgewinn in der Apertura 2013 kam Montes in allen Spielen der Liguillas zum Einsatz und erzielte im Viertelfinalhinspiel bei Monarcas Morelia (3:3) den 1:0-Führungstreffer in der 15. Minute. Ein besonders wichtiges Tor erzielte er auch im Viertelfinale der Clausura 2014 gegen Cruz Azul, als ihm in der 58. Minute des Rückspiels der Treffer zum 2:2-Endstand gelang, der León erst das Weiterkommen, und somit die spätere Titelverteidigung, ermöglichte. Auch den Siegtreffer zum 1:0 im Halbfinalhinspiel gegen Deportivo Toluca erzielte Montes.
Sein Debüt für die mexikanische Nationalmannschaft gab er am 11. Juli 2013 in einem Spiel des CONCACAF Gold Cup gegen  Kanada, das 2:0 gewonnen wurde.

## Erfolge
- Mexikanischer Meister: Clausura 2007, Apertura 2013, Clausura 2014
- Mexikanischer Zweitligameister: Clausura 2012
- CONCACAF Gold Cup: 2019